# Mesosemia gaudiolum
Mesosemia gaudiolum är en fjärilsart som beskrevs av Bates 1865. Mesosemia gaudiolum ingår i släktet Mesosemia och familjen Riodinidae. Inga underarter finns listade i Catalogue of Life.